# Robert Planquette
Jean Robert Planquette (ur. 31 lipca 1848 w Paryżu, zm. 28 stycznia 1903 tamże) – francuski kompozytor.

## Twórczość
Ukończył Konserwatorium Paryskie. Komponował piosenki (szansonetki i kuple) oraz operetki. Był autorem operetek:
- Le Serment de Mme Gregoire (1873)
- Paille d'Avoine (1874)
- Les cloches de Corneville (w wersji polskiej Dzwony z Corneville lub Dzwony kornewilskie) (1877)
- Le chevalier Gaston (1877)
- Les voltigeurs de la XXXII (1880)
- La cantiniere (1882)
- Rip-Rip (1882)
- La Cremaillere (1883)
- Nell Gwynne (znana też jako Colombina 1884)
- Surcouf (w wersji polskiej Korsarz) (1887)
- Mam'zelle Marion (1897)
- La cocarde tricolore (1892)
- Le talisman (1893)
- Panurge (1895)
- La capitaine Therese (1901)
- Le paradis de Mahomet (1906 – została wystawiona po śmierci kompozytora)

Jego kuplety: Głowa do góry i Wszędzie gdzie tylko dziewczęta dziewczęta należały do najczęściej śpiewanych melodii operetkowych na świecie.